# خرفار متناقض
خرفار متناقض أو الفالاريس المتناقض أو أبو دميم أو خَرْفار (الاسم العلمي: Phalaris paradoxa) هو نوع نباتي يتبع جنس الخرفار من فصيلة النجيلية. يبلغ ارتفاع ساقه بين 0,2 و 1 م، وهو يزهر بين أيار/مايو وآب/أغسطس.

## الموئل والانتشار
موطنه حوض البحر الأبيض المتوسط (بلاد الشام والمغرب العربي وجنوب أوروبا) وتركيا والقوقاز.
ينتشر أيضا في الولايات المتحدة الأمريكية.

## مرادفات للاسم العلمي
- (باللاتينية: Phalaris praemorsa Lam., nom. illeg.)